# (3060) Delcano
(3060) Delcano est un astéroïde de la ceinture principale.

## Description
(3060) Delcano est un astéroïde de la ceinture principale. Il fut découvert le 12 septembre 1982 à l'observatoire Zimmerwald par Paul Wild. Il présente une orbite caractérisée par un demi-grand axe de 2,28 UA, une excentricité de 0,18 et une inclinaison de 7,3° par rapport à l'écliptique.

## Compléments